# آرثر ميلز
آرثر ميلز (20 ديسمبر 1923 في نيوزيلندا - 28 ديسمبر 2001 في نيوزيلندا) (بالإنجليزية: Arthur Mills)‏ هو لاعب كريكت نيوزلندي.

## وصلات خارجية
- آرثر ميلز على موقع إي آس بي آن كريك إنفو (الإنجليزية)